# ArcINFO
ArcInfo (ранее назывался Arc/Info) — семейство программных продуктов американской компании ESRI, одного из лидеров мирового рынка геоинформационных систем. Пакет программ своё начало получил ещё на рабочих станциях, переход к использованию на IBM PC-совместимых компьютерах начался с версии PC Arc/Info 3.4. Дальнейшим развитием стал выход PC ArcView, графической оболочки для визуализации цифровых данных подготовленных с помощью Arc/Info или PC Arc/Info. К версии ArcView 3 превратился в полноценный инструмент для работы с цифровыми картами, как формата Arc/Info, так и файлов формата Shape, не хранящих данные о топологии.
В настоящее время продукт в виде отдельной линейки продуктов не поставляется. Все продукты ESRI поставляются, как модули ArcGIS.